# Halve marathon van Sendai

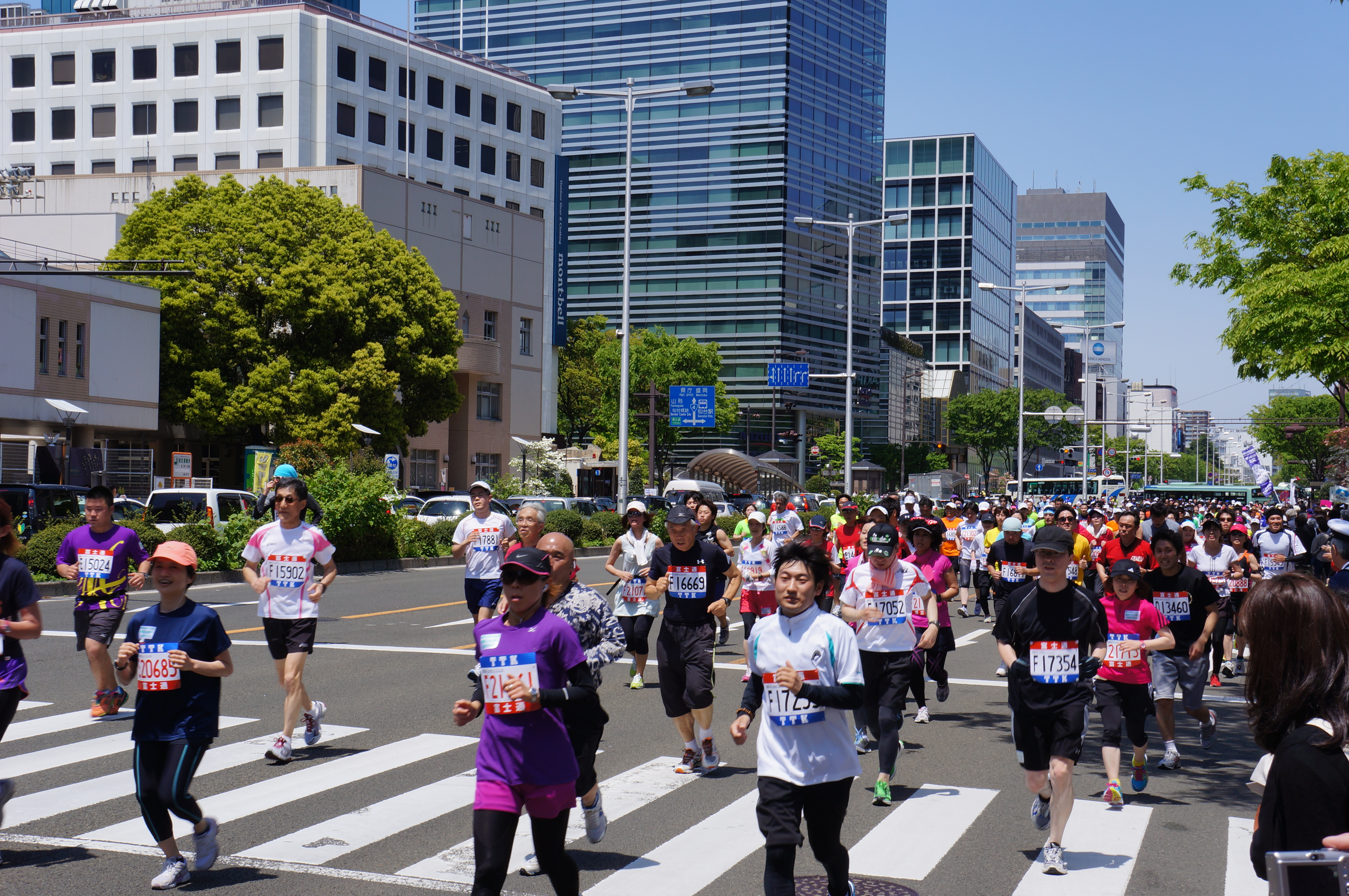
Wedstrijdfoto

De halve marathon van Sendai (Japans: 仙台国際ハーフマラソン, Sendai Kokusai hāfumarason)  is een hardloopwedstrijd over een afstand van een halve marathon (21,1 km), die sinds 1991 jaarlijks in de Japanse stad Sendai wordt gelopen.

## Parcoursrecords
- Mannen: 59.43 - Samuel Wanjiru  Kenia (2005)
- Vrouwen: 1:07.59 - Esther Wanjiru  Kenia (1999)

## Uitslagen
| Jaar          | Snelste man                            | Land                                   | Tijd                                   | Snelste vrouw                          | Land                                   | Tijd                                   |
| ------------- | -------------------------------------- | -------------------------------------- | -------------------------------------- | -------------------------------------- | -------------------------------------- | -------------------------------------- |
| 14 maart 2017 | Charles Ndirangu                       | Kenia                                  | 1:01.44                                | Hanae Tanaka                           | Japan                                  | 1:11.07                                |
| 8 mei 2016    | Masato Imai                            | Japan                                  | 1:03.06                                | Felista Wambui Wanjuk                  | Kenia                                  | 1:12.05                                |
| 10 mei 2015   | Johana Maina                           | Kenia                                  | 1:02.33                                | Sairi Maeda                            | Japan                                  | 1:10.24                                |
| 11 mei 2014   | Johana Maina                           | Kenia                                  | 1:01.43                                | Yui Okada                              | Japan                                  | 1:11.27                                |
| 12 mei 2013   | Mekubo Mogusu Job                      | Kenia                                  | 1:01.54                                | Mizuki Noguchi                         | Japan                                  | 1:10.36                                |
| 13 mei 2012   | John Maina                             | Kenia                                  | 1:01.34                                | Asami Kato                             | Japan                                  | 1:11.21                                |
| 2011          | geannuleerd wegens zeebeving in Sendai | geannuleerd wegens zeebeving in Sendai | geannuleerd wegens zeebeving in Sendai | geannuleerd wegens zeebeving in Sendai | geannuleerd wegens zeebeving in Sendai | geannuleerd wegens zeebeving in Sendai |
| 9 mei 2010    | Martin Mathathi                        | Kenia                                  | 59.48                                  | Noriko Higuchi                         | Japan                                  | 1:12.51                                |
| 10 mei 2009   | Harun Njoroge                          | Kenia                                  | 1:02.02                                | Yukiko Akaba                           | Japan                                  | 1:08.50                                |
| 11 mei 2008   | Harun Njoroge                          | Kenia                                  | 1:01.55                                | Mizuki Noguchi                         | Japan                                  | 1:08.25                                |
| 13 mei 2007   | Ombeche Mokamba                        | Kenia                                  | 1:02.29                                | Mizuki Noguchi                         | Japan                                  | 1:08.54                                |
| 14 maart 2006 | Daniel Njenga                          | Kenia                                  | 1:03.28                                | Kayoko Fukushi                         | Japan                                  | 1:11.27                                |
| 10 juli 2005  | Samuel Wanjiru                         | Kenia                                  | 59.43                                  | Tegla Loroupe                          | Kenia                                  | 1:12.50                                |
| 14 maart 2004 | Kosaku Hoshina                         | Japan                                  | 1:03.09                                | Tegla Loroupe                          | Kenia                                  | 1:13.59                                |
| 9 maart 2003  | Shuichi Fujii                          | Japan                                  | 1:03.27                                | Naomi Sakashita                        | Japan                                  | 1:12.10                                |
| 10 maart 2002 | Masahiro Fujita                        | Japan                                  | 1:03.57                                | Elana Meyer                            | Zuid-Afrika                            | 1:11.54                                |
| 11 maart 2001 | Kenichi Takahashi                      | Japan                                  | 1:03.35                                | Elana Meyer                            | Zuid-Afrika                            | 1:10.12                                |
| 12 maart 2000 | James Wainaina                         | Kenia                                  | 1:02.28                                | Elana Meyer                            | Zuid-Afrika                            | 1:09.04                                |
| 14 maart 1999 | Nobuyuki Kamiya                        | Japan                                  | 1:03.56                                | Esther Wanjiru                         | Kenia                                  | 1:07.59                                |
| 8 maart 1998  | Erick Wainaina                         | Kenia                                  | 1:03.18                                | Esther Wanjiru                         | Kenia                                  | 1:10.09                                |
| 9 maart 1997  | Julius Gitahi                          | Kenia                                  | 1:03.11                                | Kennei Ryu                             | Japan                                  | 1:13.15                                |
| 10 maart 1996 | Stephen Mayaka                         | Kenia                                  | 1:01.59                                | Harumi Hiroyama                        | Japan                                  | 1:10.58                                |
| 12 maart 1995 | Daisuke Isomatsu                       | Japan                                  | 1:03.58                                | Yumiko Suzuki                          | Japan                                  | 1:13.19                                |
| 13 maart 1994 | Toshihiro Shibutani                    | Japan                                  | 1:03.47                                | Ren-mei Wang                           | China                                  | 1:14.44                                |
| 7 maart 1993  | Isamu Sennai                           | Japan                                  | 1:03.53                                | Masako Kusakawa                        | Japan                                  | 1:13.07                                |
| 15 maart 1992 | Sergei Sokov                           | Wit-Rusland                            | 1:03.43                                | Li-hia Xie                             | China                                  | 1:12.19                                |
| 17 maart 1991 | Hisatoshi Shintaku                     | Japan                                  | 1:03.57                                | Yuriko Kajimoto                        | Japan                                  | 1:14.10                                |